# Paul D. Boyer
Paul Delos Boyer (Provo, Utah, 1918. július 31. – Los Angeles, Kalifornia, 2018. június 2.) amerikai biokémikus, analitikai kémikus, aki 1997-ben Nobel-díjat kapott John Ernest Walkerrel az adenozin-trifoszfát- (ATP-)szintézis alapjául szolgáló enzimatikus folyamat részleteinek tisztázásáért.

## Publikációi
- Dahms, A. S. & P. D. Boyer. "Occurrence and Characteristics of 18O-exchange Reactions Catalyzed By Sodium- and Potassium-dependent Adenosine Triphosphatases", University of California Los Angeles (UCLA), United States Department of Energy (1972)
- Kanazawa, T. & P. D. Boyer. "Occurrence and Characteristics of a Rapid Exchange of Phosphate Oxygens Catalyzed by Sarcoplasmic Reticulum Vesicles", University of California Los Angeles (UCLA), United States Department of Energy (1972)
- Boyer, P. D. "Isotopic Studies on Structure-function Relationships of Nucleic Acids and Enzymes. Three Year Progress Report, May 1972 – October 1975", University of California Los Angeles (UCLA), United States Department of Energy (1975)
- Boyer, P. D. "Energy Capture and Use in Plants and Bacteria. Final Technical Report", University of California Los Angeles (UCLA), United States Department of Energy (1993)